# MRPL18
MRPL18‏ (Mitochondrial ribosomal protein L18) هوَ بروتين يُشَفر بواسطة جين MRPL18 في الإنسان.